# Celso Golmayo y Zúpide
Celso Golmayo y Zúpide (24. dubna 1820, Logroño, Španělsko – 1. dubna 1898, Havana, Kuba) byl španělsko-kubánský šachový mistr.
Celso Golmayo y Zúpide byl v letech 1862-1897 všeobecně uznáván jako mistr Kuby v šachu, když roku 1862 porazil v zápase Félixe Sicreho. byl jedním ze 13 účastníků šachového turnaje v Paříži roku 1867, kde skončil na osmém místě (turnaj vyhrál Ignaz Kolisch).
V zápasech se známými šachisty příliš úspěšný nebyl. Zvítězil sice roku 1864 nad Paulem Morphym 3:2, ale šlo o simultánku naslepo při které mu Morphy dokonce poskytl výhodu koně,, jinak ale prohrál s Gustavem Neumannem 0:3 roku 1867 v Paříži, s Wilhelmem Steinitzem 1:8 (=2) roku 1883 a 0:5 roku 1888, s Georgem Henrym Mackenziem 3:6 a 0:5 (=1) roku 1887 a 4:7 (=1) roku 1888, s Josephem Henrym Blackburnem 4:6 roku 1891 a s Emanuelem Laskerem 0:2 (=1) roku 1893 (vše v Havaně).
Celso Golmayo y Zúpide byl otcem dalších dvou známých šachistů: Celsa Golmaya y de la Torriente1 a Manuela Golmaya y de la Torriente2.